# Stuart Skelton
Stuart Skelton est un ténor australien né en 1968 à Sydney.
Son répertoire comporte de multiples rôles titres, dont ceux de Lohengrin, Parsifal, Rienzi de Richard Wagner, Florestan dans Fidelio de Beethoven, Peter Grimes de Benjamin Britten, mais aussi Siegmund dans L’Anneau du Nibelung, qu'il a chanté sur la scène de l'Opéra de Paris en 2013. En 2016 il est à l'affiche de l'ouverture de la saison du Metropolitan Opera de New York, dans le rôle de Tristan, dans Tristan und Isolde de Richard Wagner, aux côtés de Nina Stemme, René Pape, sous la direction de Simon Rattle, et en 2017, de retour à l'Opéra de Paris, il incarne Lohengrin. Il apparaît comme un des plus brillants Heldentenor de sa génération.

## Discographie
Enregistrements en studio
- 2008 : Das Lied von der Erde de Mahler, direction Michael Tilson Thomas, Orchestre symphonique de San Francisco
- 2010 : Das Lied von der Erde, direction Vladimir Ashkenazy, Orchestre symphonique de Sydney
- 2011 : Requiem de Thierry Lancino, direction Eliahu Inbal, Orchestre philharmonique de Radio France, Naxos

Enregistrements publics
- 2009 : Siegmund dans Die Walküre de Richard Wagner, direction Simone Young à Hambourg, Oehms Classics
- 2018 : Das Lied von der Erde de Mahler, avec Magdalena Kožená, direction Simon Rattle, Orchestre symphonique de la Radiodiffusion bavaroise, à Munich
- 2020 : Siegmund dans Die Walküre de Richard Wagner, direction Simon Rattle, Orchestre symphonique de la Radiodiffusion bavaroise, à Munich (janvier-février 2019)

## Récompenses
- 2014 : International Opera Award dans la catégorie « Interprète masculin »[1]